# Jan van de Velde II

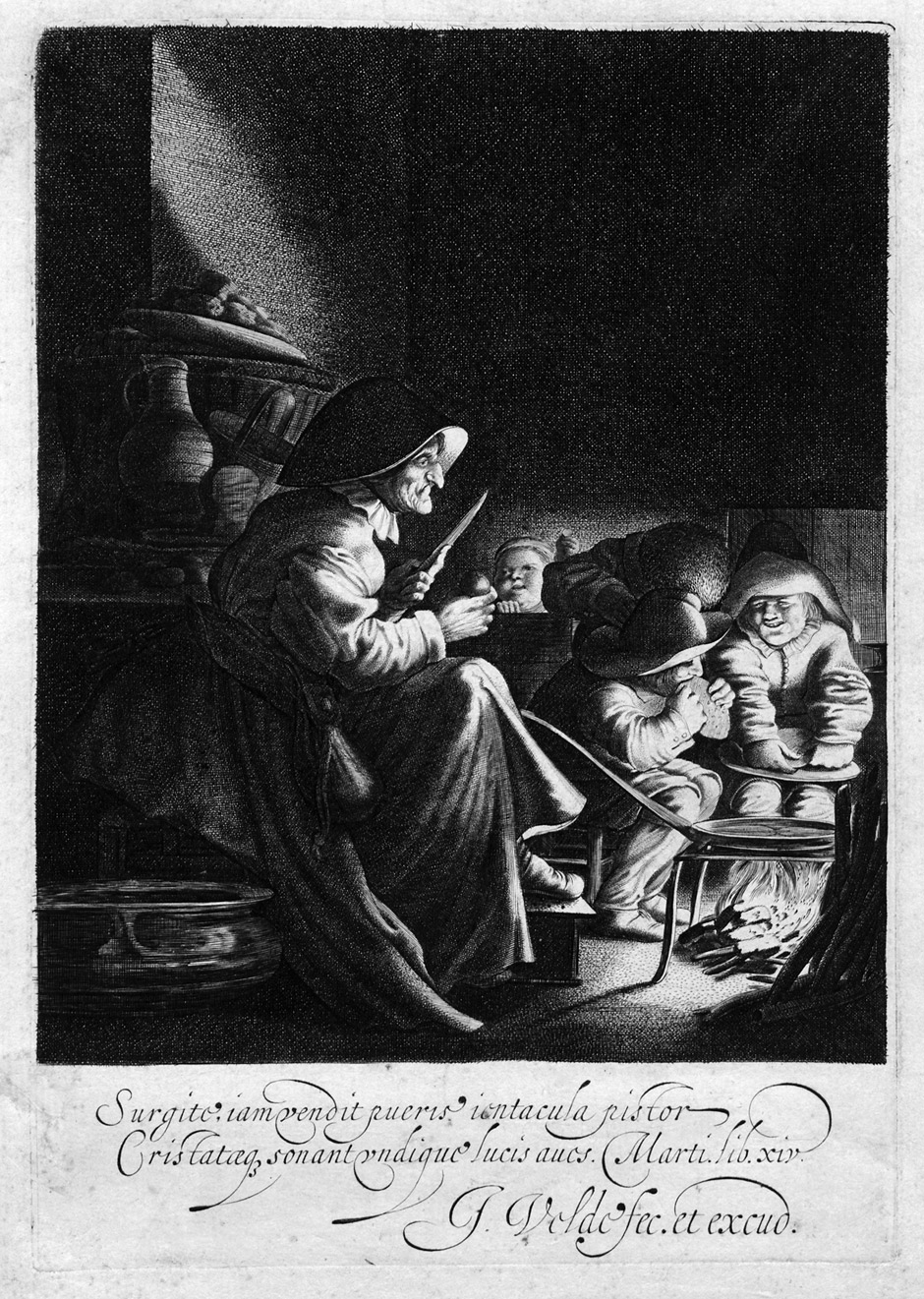
Die Pfannkuchenbäckerin

Jan van de Velde (* 1593 in Rotterdam oder Delft; † 1641 in Enkhuizen) war ein niederländischer Maler und Kupferstecher.

## Leben und Werk
Jan van de Velde war ein Sohn des bekannten Kalligraphen und Lehrers Jan van de Velde I, der 1592 von Antwerpen ins nördliche Holland gezogen war, um sich religiöser Verfolgung zu entziehen, und ein Verwandter des Landschaftsmalers Esaias van de Velde. Er wuchs in Rotterdam auf und lernte die Kupferstecherei bei Jakob Matham in Haarlem. Ab 1614 gehörte er der Haarlemer Gilde von St. Lukas an. Innerhalb der nächsten drei Jahre schuf er über hundert Stiche. Damit gehörte er zu den produktivsten Haarlemer Künstlern seiner Zeit.
Jan van de Velde bevorzugte wie Esaias van de Velde als Motiv Landschaften, schuf aber auch mehr als 50 Porträts, ferner Genreszenen, Illustrationen für Bücher und Gemälde. Beeinflusst wurde er unter anderem durch Rembrandt Harmensz van Rijn. Neben eigenen Motiven verarbeitete er in seiner späteren Zeit auch Vorlagen anderer Künstler zu Stichen.
Werke van de Veldes befinden sich in zahlreichen Museen in Europa und den USA.
Jan van de Velde war der Vater eines gleichnamigen Sohnes, des Stilllebenmalers Jan van de Velde III.